# Турыгин, Валерьян Михайлович
Валерьян Михайлович Турыгин (1 июня 1914, Смоленск — 6 ноября 2000, Санкт-Петербург) — советский военный лётчик, командир 813-го истребительного Осовецкого Краснознамённого авиационного полка 215-й истребительной авиационной дивизии 8-го истребительного авиационного корпуса 4-й воздушной армии 2-го Белорусского фронта, полковник. Герой Советского Союза (20 марта 1991).

## Биография
Родился 1 июня 1914 года в городе Смоленск в семье служащего. Русский. Член ВКП(б)/КПСС с 1942 года. Окончил 7 классов, в 1929 году — один курс сельскохозяйственного техникума в городе Дорогобуже Смоленской области. Работал шофёром, в 1939 году учился в Смоленском аэроклубе.
В Красной Армии с 1939 года. В 1940 году окончил Одесскую военно-авиационную школу пилотов. На фронте в Великую Отечественную войну с ноября 1941 года.
Ко Дню Победы над гитлеровской Германией командир 813-го истребительного авиационного полка майор Валерьян Турыгин совершил 332 боевых вылета, провёл 88 воздушных боев, лично сбил 12 самолётов противника, в составе группы — 4, уничтожил ещё 7 самолётов на аэродромах. В воздушном бою 23 апреля 1943 года успешно таранил немецкий истребитель.
10 марта 1945 года В. М. Турыгин во главе 813-го истребительного авиаполка в составе корпуса участвовал в нанесении штурмового удара по аэродрому противника близ города Данцига. Всего было уничтожено сто три вражеских самолёта. В этом бою самолёт командира полка был подбит зенитной артиллерией, но В. М. Турыгину удалось совершить посадку на своём аэродроме.
К званию Героя Советского Союза лётчик-истребитель представлялся в августе 1945 года.
После войны В. М. Турыгин продолжал службу в ВВС СССР. В 1952 году он окончил Липецкие высшие офицерские лётно-тактические курсы. Летал на реактивных самолётах, сам обучал лётный и руководящий состав высшему лётному мастерству. 
В 1960 году полковник Турыгин В. М. уволен в запас. Работал на Ленинградском заводе имени М. И. Калинина. Жил в Санкт-Петербурге.
Указом Президента СССР от 20 марта 1991 года за мужество и героизм, проявленные в борьбе с немецко-фашистскими захватчиками в Великой Отечественной войне 1941—1945 годов, полковнику в отставке Турыгину Валерьяну Михайловичу присвоено звание Героя Советского Союза с вручением ордена Ленина и медали «Золотая Звезда».
Умер 6 ноября 2000 года. Похоронен в Санкт-Петербурге на Смоленском кладбище.
Награждён орденом Ленина, четырьмя орденами Красного Знамени, орденом Отечественной войны 1-й степени, двумя орденами Отечественной войны 2-й степени, двумя орденами Красной Звезды, медалями.